# Matthias Fronius

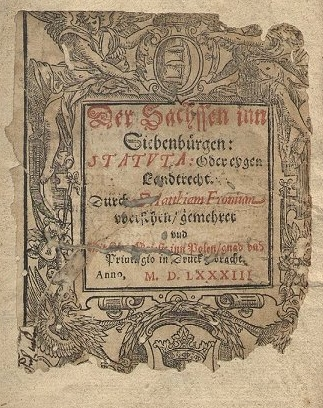
Titelseite des Erstdrucks von Der Sachsen inn Siebenbürgen statuta von Matthias Fronius, Kronstadt 1583

Matthias Fronius (* 28. Februar 1522 in Kronstadt; † 1588 ebd.) war ein lutherischer Geistlicher und Stadtrichter in Kronstadt, Siebenbürgen. Er war der Herausgeber der Gesetzessammlung Der Sachsen inn Siebenbürgen: Statuta Oder eygen Landtrecht (Hermannstadt 1583), lateinisch Statvta Jvrivm Mvnicipalivm Saxonvm inn Transylvania (Kronstadt 1583), der Kodifizierung des siebenbürgisch-sächsischen Eygenlandrechts.

## Leben
Fronius studierte bis 1543 bei Martin Luther und Philipp Melanchthon Theologie an der Universität Wittenberg. Er arbeitete danach zunächst als Lehrer, 1545–46 als Rektor des Collegium Barcense. 1545–69 wirkte er als Stadt-Notarius und zugleich Senator (bis 1573). 1573 wurde er in das Amt des Stadthannen gewählt. 1588 wurde er zum Mitrichter des erkrankten Stadtrichters Lukas Hirscher gewählt, starb aber schon im gleichen Jahr.

## Werke
- Der Sachsen inn Siebenbürgen: Statuta Oder eigen Landtrecht. Durch Matthiam Fronium übersehen, gemehrt und mit Kön. Majest. in Pohlen Gnad und Privilegio in Druck gebracht Anno MDLXXXIII (1583). Hermannstadt (urn:nbn:de:bvb:12-bsb00103612-1).
- Statvta Jvrivm Mvnicipalivm Saxonvm inn Transylvania. Opera Mat. Fronii. revisa, locupletata, cum gratia regia et Privilegio decennali. 1583. Corona. Weitere Ausgaben: Hermannstadt 1711, Klausenburg 1779 und 1815/16 (urn:nbn:de:bvb:12-bsb10543629-2; urn:nbn:de:bvb:12-bsb10543628-2).